# Głubokoje (rejon totiemski)
Głubokoje (ros. Глубокое) – wieś w Rosji, w rejonie totiemskim obwodu wołogodzkiego. W 2010 r. liczyła 186 mieszkańców.